# تيلس أوف غريسز
تيلس أوف غريسز (بالإنجليزية: Tales of Graces‎؛ باليابانية: テイルズ オブ グレイセス) هي لعبة أكشن تقمص الأدوار من تطوير نامكو تيلز ستوديو ونشر نامكو نامكو غيمز علىوي حصريًا في اليابان وبلاي ستيشن 3 في 2009. اللعبة تتبع عالم إسمه إيفينيا وبطل اللعبة اسم أسبل لهانت وألذي يشهد على وفاة فتاة أثناء طفولته، بعد سبع سنوات يعرف أنها ما زالت على قيد الحياة ويتحدان معاً في عالم أمنيسيا.

## الملاحظات
1. ↑  تُعرف نسخة بلاي ستيشن 3 باسم: تيلس أوف غريسز إف (بالإنجليزية: Tales of Graces f‎؛ باليابانية: テイルズ オブ グレイセス エフ؟)

## وصلات خارجية
- الموقع الرسمي
- الموقع الرسمي